# JCSAT-4B
JCSAT-4B, ursprünglich JCSAT-13, ist ein kommerzieller Kommunikationssatellit der japanischen Firma SKY Perfect JSAT.
Er wurde am 15. Mai 2012 um 22:13  Uhr UTC mit einer Trägerrakete Ariane 5 ECA im Centre Spatial Guyanais bei Kourou zusammen mit Vinasat 2 in eine geostationäre Umlaufbahn gebracht.
Der dreiachsenstabilisierte Satellit ist mit 44 Ku-Band-Transpondern ausgerüstet und versorgt von der Position 124° Ost aus Asien und Ozeanien mit Fernsehen. Er wurde auf Basis des Satellitenbus A2100AX der Lockheed Martin Commercial Space Systems (LMCSS) gebaut und besitzt eine geplante Lebensdauer von 15 Jahren.